# Ru (kana)
る in hiragana o ル in katakana è un kana giapponese e rappresenta una mora. La sua pronuncia è  [ɺ̠ɯ] . Alcune volte, trovandosi all'interno, o alla fine di una parola, viene pronunciato [l].
| Forma                    | Rōmaji | Hiragana        | Katakana        |
| ------------------------ | ------ | --------------- | --------------- |
| Normale r- (ら行 ra-gyō) | ru     | る              | ル              |
| Normale r- (ら行 ra-gyō) | ruu rū | るう, るぅ るー | ルウ, ルゥ ルー |

Braille:
| ●● －● －－ |

## Scrittura

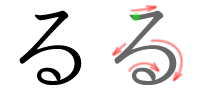
Stile di scrittura di る

L'hiragana る è composto da un solo tratto:
1. Tratto orizzontale, da sinistra a destra, poi tratto diagonale verso sinistra che prosegua verso destra con un arco (o cerchio) e che finisca con un arriccio.

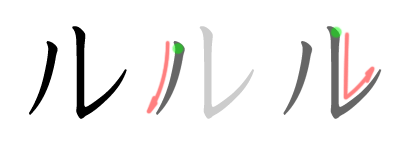
Stile di scrittura di ル

Il katakana ル è composto da due tratti:
1. Tratto verticale inclinato alla fine verso sinistra, scritto dall'alto verso il basso.
2. Tratto verticale inclinato verso destra che poi finisca con un tratto diagonale rivolto verso destra e leggermente verso l'alto.